# Takin
Takin (Budorcas) – rodzaj ssaków z podrodziny antylop (Antilopinae) w obrębie rodziny wołowatych (Bovidae). 

## Rozmieszczenie geograficzne
Rodzaj obejmuje gatunki występujące w Azji (Indie, Bhutan, Mjanma i Chińska Republika Ludowa). 

## Morfologia
Długość ciała 170–220 cm, długość ogona 10–22 cm, wysokość w kłębie 107–140 cm; długość rogów samców około 64 cm; masa ciała 150–350 kg. 

## Systematyka
Rodzaj zdefiniował w 1850 roku angielski etnolog i zoolog Brian Houghton Hodgson w artykule zatytułowanym O Takinie we Wschodnich Himalajach: Budorcas Taxicolor mihi. N. G. (Z trzema planszami.), opublikowanym w czasopiśmie „The Journal of the Asiatic Society of Bengal”. Gatunkiem typowym jest (oznaczenie monotypowe) takin złoty (B. taxicolor).

### Etymologia
Budorcas: gr. βους bous, βοος boos ‘byk, wół’; δορκας dorkas ‘antylopa’.

### Podział systematyczny
W zależności od ujęcia systematycznego do rodzaju zalicza się 1 (B. taxicolor), 2 (B. taxicolor i B. tibetana) lub 4 (B. taxicolor, B. whitei, B. tibetana i B. bedfordi) występujące współcześnie gatunki; tutaj klasyfikacja za Mammals Diversity Database (2023): 
| Grafika | Gatunek            | Autor i rok opisu      | Nazwa zwyczajowa | Podgatunki                     | Rozmieszczenie geograficzne | Podstawowe wymiary                                           | Status IUCN |
| ------- | ------------------ | ---------------------- | ---------------- | ------------------------------ | --- | ------------------------------------------------------------ | ----------- |
|         | Budorcas taxicolor | B.H. Hodgson, 1850     | takin złoty      | 3 podgatunki (w tym 1 wymarły) | północno-wschodnie Indie (Mishmi Hills Arunachal Pradesh), północna Mjanma oraz południowo-środkowa Chińska Republika Ludowa (południowo-wschodni Tybetański Region Autonomiczny, południowe Shaanxi i północno-zachodni Junnan) | DC: około 170–220 cm DO: około 7–22 cm MC: około 150–350 kg  | VU          |
|         | Budorcas tibetana  | A. Milne-Edwards, 1874 | takin tybetański | 2 podgatunki                   | północny Bhutan, północno-wschodnie Indie (Sikkim i Arunachal Pradesh) i środkowa Chińska Republika Ludowa (Tybetański Region Autonomiczny, południowe Gansu i zachodni Syczuan)                                                 | DC: około 170–220 cm DO: około 10–22 cm MC: około 150–350 kg | NE          |

Kategorie IUCN:  VU  – gatunek narażony;  NE  – gatunki niepoddane jeszcze ocenie.
Opisano również gatunki wymarłe:
- Budorcas churcheri A.W. Gentry, 1996[10] (Etiopia; środkowy pliocen).
- Budorcas makapaani (Broom, 1937)[11] (Południowa Afryka; późny pliocen).
- Budorcas teilhardi Yang Zhongjian, 1948[12] (Chińska Republika Ludowa; wczesny pliocen).